# Fejdon iz Argosa
Fejdon (starogrško Φείδων, Pheídōn) je bil argivski vladar v 7. stoletju pr. n. št. in 10. v vrsti Temena. Bil je verjetno najbolj ambiciozen in uspešen vladar Argosa v 7. stoletju pr. n. št. Obstaja možnost, da sta bila v resnici dva različna Fejdona, ki sta bila oba vladarja Argosa.